# Peramea
|  | Aquest article és sobre el poble d'aquest nom. Per a l'antic municipi, vegeu Peramea (antic municipi). |

Peramea, pronunciada Premea o Premeia en català pallarès, és una vila del terme municipal de Baix Pallars, a la comarca del Pallars Sobirà. Fou el cap de l'antic terme del mateix nom, suprimit el 1969, que comprenia també els pobles de Balestui, Canals, el Comte, Cortscastell i Pujol, a més del veïnat de Llaràs. El 2013, la vila tenia 83 habitants. Està situat a l'extrem nord-est del Pla de Corts, enlairat a la dreta de la Noguera Pallaresa i també a la dreta del Riu d'Ancs. És a poca distància en línia recta, a l'oest-nord-oest, de Gerri de la Sal, però la diferència d'altitud fa que per carretera el recorregut sigui més llarg, per les giragonses de la carretera. És al nord del Serrat del Camp i a llevant del Serrat de la Creueta. Peramea compta amb l'església parroquial d'origen romànic de Sant Cristòfol de Peramea, antigament dedicada a sant Joan, a més de la capella de Sant Sebastià i Sant Roc i de la desapareguda de Sant Cristòfol. El poble estava coronat pel Castell de Peramea, i a l'extrem sud de la vila resten les ruïnes de la Torre del Colomer, també medieval.
La capital del Pla de Corts està situada a migjorn, a una altitud de 916 m., sobre un llom a l'extrem del qual s'aixeca el rocós Pui de les Forques on existí el castell, esmentat ja en el segle xi, situat al costat mateix de l'església, i des d'on es domina la vila i part del Pla de Corts. D'aquest punt surten en direcció a migdia dos carrers, en moltes de les façanes dels quals hi ha gravats escuts o signes nobiliaris. La part posterior de les cases forma un mur continuat de caràcter defensiu. A l'extrem oposat al Pui de les Forques s'aixeca la Torre dels Colomers, avui enrunada.
Etimològicament Peramea deriva del llatí Petra-media, fent referència a la roca que acull el poble i el seu castell és, segons Joan Coromines, l'origen d'aquest topònim. Res a veure, doncs, amb la pera que figurava a l'antic escut municipal de la vila.
L'any 1057 consta que es firmà un conveni de vassallatge entre el comte pallarès i el monestir de Gerri sobre la possessió del castell que l'any 1075 trobem a mans de Gerri. Per altra part, sabem que el castell de Peramea serví de residència dels comtes del Pallars en les temporades d'hivern. L'any 1251, entre les donacions confirmades del Papa al monestir de Gerri, s'esmenta l'església de Sant Cristòfor de Peramea. El 1278 Ramon de Peramea reté homenatge per la vila i igualment feu el 1341 el comte Arnau Roger davant del rei. Durant molts anys foren castlans de Peramea membres de la família de Paüls. En el segle xvii el lloc era dels Erill, que mantingueren el senyoriu fins als inicis del segle passat.
Ocupen la major part del terme ermots, pasturatges i boscos de pi roig, amb zones de roures i alzines a les fondalades. El bestiar, boví i oví, és força important. Els conreus es troben a la plana que s'estén a l'oest del poble i, a conseqüència de la insolació i la sequedat, són de tipus mediterrani: vinya, olivera i fins i tot ametller, així com cereals i patata. El nucli de Peramea s'integrà l'any 1969, junt amb els seus agregats Balestui, Canals, Cortscastell, el Comte i Pujol, al nou municipi de Baix Pallars que inclou també els antics municipis de Gerri de la Sal, Baén i Montcortès de Pallars, amb capital a Gerri.

## Descripció
L'estructura dels seus carrers, els escuts heràldics i altres inscripcions que trobem en algunes cases parlen d'un passat més proper, probablement associat a l'època en què el romànic es va estendre per aquestes contrades fins a fer-se l'estil gairebé omnipresent en totes les construccions importants. Tot i la davallada de la població que va patir Peramea produïda entre altres raons per la conquesta de noves terres als moros, Peramea va alentir el seu procés de despoblament degut a la forta influència rebuda del nucli de Gerri i la seva important producció de sal. Aquesta sal constituí l'autèntic bé natural determinant bàsic de l'economia, no tan sols comarcal sinó que va estendre la seva influència molt més enllà dels seus límits naturals.
Situat per sobre dels 900 m. d'alçària, Peramea presideix una magnífica esplanada anomenada el Pla de Corts, que li garanteix la disponibilitat i el conreu de pastures necessàries per al manteniment dels ramats de bestiar oví i boví, que són el mitjà natural de vida de la seixantena de persones que hi habiten.
El poble s'assenta recolzat sobre una gran roca que talla la plana emergint d'ella i que constitueix el teló de fons protector del nucli. Aquesta roca el defensa dels forts vents del nord i es converteix en l'element de referència visual obligat, als peus del qual s'inscriuen les cases que s'estenen fins a trobar la carretera que, provinent de Gerri, continua cap a Bretui i Montcortès enllaçant a la fi la vall de la Noguera amb la del Flamisell.
El recinte del poble es pot assimilar a una figura geomètrica quasi rectangular de mides aproximades 150 m x 70 m recorreguda paral·lelament a la seva dimensió més llarga per dos carrers porxats que amb una llargària de 120 m i 130 m respectivament permeten accedir sense esforç a totes les cases.
Originàriament aquest recinte es devia tancar a voluntat, restant l'interior infranquejable, i no és casual que sigui a les edificacions més noves on apareixen les obertures més importants cap a l'exterior.
El poble conceptualment encara manté intacte un sistema de relació espacial que és conseqüència directa d'una determinada forma de viure i del fet de respondre a les exigències ambientals i físiques d'un entorn que en l'antiguitat ha estat a vegades agressiu.
L'edifici entre mitgeres és la unitat projectual a partir de la qual i per addició es formà l'esmentat conjunt del perímetre rectangular. Aquest edifici està compost bàsicament per una planta baixa on s'accedeix preferentment per un espai porxat on hi trobem emmagatzemats els estris i utensilis per als conreus i labors pròpies de la casa. Una escala condueix a la primera planta que, a vegades, és l'única i, per tant, desenvolupa tot el programa de l'habitatge o, quan n'hi ha una altra, acull solament menjador i cuina units i altres dues peces deixant per a la segona la resta d'habitacions i aprofitant ocasionalment el cap de casa com a espai de golfa i emmagatzematge de productes agrícoles. Els materials utilitzats: pedra (arrebossada o no) fusta i teula àrab. Les solucions constructives derivades tenien un repertori molt concret que encara accentua més la unitat ambiental i el bon resultat final del conjunt.
Les lloses del balcó de fusta i les baranes progressivament substituïdes per ferro, formen part de l'habitatge tipus. El ràfec, important, és de fusta i teula àrab fetes amb argila del país d'accentuat to vermellós.
Les obertures de llinda i l'arc del porxo de la planta baixa, no sempre de mig punt, completen la imatge més freqüent de la construcció tradicional. Un altre element tipològic important és el conjunt format per l'era, el corral i el paller.
A part dels carrers Major i dels Arcs, i de les places sorgides en cada un dels extrems del poble, més com a prolongació del camí del cementiri i la carretera que no pas com a plaça pròpiament dita, hi ha un altre element la formalització del qual ha proporcionat espais de singular bellesa. Aquests elements són les eres.
Fruit de l'espontaneïtat, d'una arquitectura atenta a resoldre únicament problemes funcionals de la manera més immediata, aquests espais presenten un repertori formal d'enllosats de pedra, parets de carreu i encavallades de fusta de considerables dimensions que sostenen esveltes teulades que confereixen una gran riquesa formal al conjunt.

## Les cases de la vila[5][6]
| - L'Abadia (Rectoria) - Casa Agnès - Casa d'Agulló - Casa Agustí - Casa Agustí de l'Anna - Casa Aiguader - Casa Amàlia - Casa Barber - Casa Baro - Casa Benet - Casa Bernat - Casa Bonet - Casa Botifarra - Casa Campà | - Casa Capdevila - Casa de Carlos - Casa Casal - Casa Cinta - Casa Colotes - Casa Cristòfol - Casa Enjaume - L'Estudi - Casa Felip - Casa Farratgeta - Casa Farré - Casa Fino - Casa Flores - Casa Galindo - Casa Gaspar | - Casa Gerdó - Casa de Gravalós - Casa Gumersinda - Casa Jaumet de Pere Marc - Casa Jironi - Casa Jordi - Casa Llevot - Casa Llevotó - Casa Lliser - Casa de Marió - Casa Martell - Casa de Martelló - Casa Metge - Casa de la Mília (antic hostal) | - Casa Miquel - Casa Moles - Casa Molina - Casa Montaner - Casa Montardit - Casa Morell - Casa Munda - Casa Murill - Casa Ortega - Casa Patatet - Casa Peldet - Casa Pere Marc - Casa Parramon - Casa Petot - Casa Portuguès | - Casa Queico - Casa del Quic - Casa Rafel - Casa Rivert - Casa Salat - Casa Salvador - Casa del Sastre - Casa Sossís - Casa del Teixidor - Casa Terrisser - Casa Tuco - Casa Tupiner - Casa Xic - Casa Xicot |

## Història

### Edat mitjana i moderna
El poble de Peramea (en llatí "Petra-Media") capital del Pla de Corts, va unit a la història del Pallars ja des dels seus inicis i també va seguint, igual que la comarca, èpoques de plenitud i davallada fins a arribar al moment actual d'estancament i regressió.
La seva evolució o trajectòria com a poble ha estat sovint unida a la del monestir de Gerri. L'any 1057 consta que es firmà un conveni de vassallatge entre el comte de Pallars i el monestir, sobre la possessió del castell que l'any 1075 es troba a mans de Gerri. Aquest castell, situat al cim rocós del Pui de les Forques, al costat mateix de l'església de Sant Cristòfol, serví de residència als comtes de Pallars en els llargs hiverns pirinencs.
L'any 1251, entre les donacions firmades pel Papa al monestir de Gerri, s'esmenta l'església de Sant Cristòfol de Peramea. El 1278, Ramon de Peramea presta homenatge per la vila i igualment feu el 1341 el comte Guerau Roger davant del rei. Foren castlans de Peramea durant molts anys la família de Paüls, i en el segle xvii el lloc era dels Erill, que mantingueren el senyoriu fins als inicis del segle passat.
En el fogatge del 1553, Peramea (Perameya) declara 28 focs laics i 3 d'eclesiàstics.

### Edat contemporània
Pascual Madoz dedica un breu article del seu Diccionario geográfico... a Peramea. S'hi pot llegir que el poble està situat a l'extrem d'una plana, amb un clima fred, combatut pels vents del nord i de l'oest, propens a inflamacions. Tenia en aquell moment 35 cases, amb Casa de la Vila, presó, una església parroquial dedicada a Sant Cristòfol i una altra dels Innocents. En depenien les cases del Comte i les masies de Llaràs i de Vilanova. A ran de la població hi havia una altra església, advocada a Sant Sebastià i Sant Roc.
Parla de les fonts, les quals, tanmateix, aporten una aigua fluixa que es corromp amb facilitat. El territori és pedregós i muntanyós. S'hi collia blat, ordi, sègol, llegums de tota mena, oli, poc vi, patates, algunes fruites i hortalisses, nous, ametlles i poca herba per a pastures. De bestiar, hi havia sobretot ovelles, i força caça, de conills, perdius i aus de pas. Hi havia dos molins fariners. La població, inclosos els masos i pobles esmentats, era de 21 veïns (caps de casa) i 174 ànimes (habitants).

## Demografia
| 1717 | 1981 | 2000 | 2002 | 2004 | 2006 | 2008 | 2010 | 2011 | 2013 |
| ---- | ---- | ---- | ---- | ---- | ---- | ---- | ---- | ---- | ---- |
| 150  | 80   | 76   | 70   | 83   | 88   | 85   | 82   | 78   | 83   |

Les dades del 1553 són 31 focs, és a dir, llars. Cal comptar a l'entorn de 5 persones per foc.

## Llocs d'interès

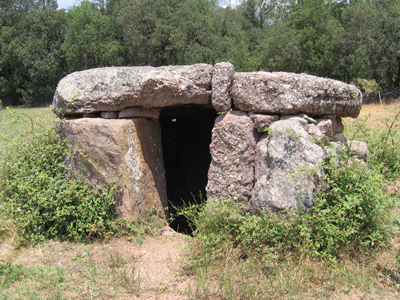
Dolmen
de la Mosquera. Peramea, Pallars Sobirà (2006)

- El nucli urbà presenta l'antic traçat medieval, amb carrers empedrats i porticats, a més de dos portals d'accés al clos del poble.
- Dolmen de Peramea.[8]
- Era d'Ortega.[9]

## Comunicacions
Mena a Peramea la carretera de Gerri de la Sal a la Pobleta de Bellveí en 4,3 quilòmetres de recorregut.